# Samsung Galaxy Fame
Samsung Galaxy Fame este un telefon lansat de Samsung în luna februarie a anului 2013. Seamănă la aspect și la partea tehnică cu varianta mini a renumitului Galaxy S III.

## Caracteristici
Telefonul Samsung Galaxy Fame este un smartfone cu tastatură touchscreen care funcționează sub sistemul de operare Android 4.1.2, Rețea 2G și 3G, Procesor (MHz) 1000, Dimensiunea de 61.6 x 113.2 x 11.6 , cu GPS , greutate de 120 de grame, din păcate fără DUAL SIM, cu Bluetooth, USB, MegaPixeli - 5 MP, ecran de 3.5 inch, radio, video și redare audio.